# Slottsbron
För bron i Halmstad, se Slottsbron, Halmstad. för bron i Jönköping, se Slottsbron, Jönköping
Slottsbron är en tätort i Grums kommun i Eds socken.
Samhället växte upp kring företaget Slottsbrons Sulfit AB som startade massabruk 1897. Detta gick upp i Billeruds AB 1907 och fabriken var i drift till 1974.

## Befolkningsutveckling
| Befolkningsutvecklingen i Slottsbron 1995–2020 | Befolkningsutvecklingen i Slottsbron 1995–2020 | Befolkningsutvecklingen i Slottsbron 1995–2020 | Befolkningsutvecklingen i Slottsbron 1995–2020 | Befolkningsutvecklingen i Slottsbron 1995–2020 |
| ---------------------------------------------- | ---------------------------------------------- | ---------------------------------------------- | ---------------------------------------------- | ---------------------------------------------- |
|                                                |                                                |                                                |                                                |                                                |
| År                                             |                                                |                                                | Folkmängd                                      | Areal (ha)                                     |
| 1995                                           | 1995                                           |                                                | 1 198                                          | 161                                            |
| 2000                                           | 2000                                           |                                                | 1 112                                          | 161                                            |
| 2005                                           | 2005                                           |                                                | 1 048                                          | 161                                            |
| 2010                                           | 2010                                           |                                                | 1 039                                          | 158                                            |
| 2015                                           | 2015                                           |                                                | 1 010                                          | 142                                            |
| 2020                                           | 2020                                           |                                                | 1 074                                          | 142                                            |
| Anm.: Ny tätort som brutits ut ur Grums 1995   |                                                |                                                |                                                |                                                |

## Idrott
I Slottsbron finns ett bandylag Slottsbrons IF, som vunnit flera SM-titlar och som fortfarande spelar på Strandvallen.

## Kända personer från Slottsbron
- Sven-Erik Magnusson – sångare i Sven-Ingvars
- Christian Holm Barenfeld – moderat riksdagsman
- Rune Bergman - musiker